# 泠向
泠向（?—?），战国中期纵横家人物。
前313年，秦国想要联合楚国对付齐国，泠向建议陈轸现在楚国亲齐派太多，不如争取亲齐派转化为亲秦派，再孤立齐国。
前308年，甘茂为秦魏联合攻打韩国宜阳，北上去赵国。泠向建议赵国拘留甘茂，齐国为了援救韩国，会给赵国狐氏之地，韩国为了保护宜阳，会给赵国路涉、端氏之地，秦国也会献出宝物，而且会让公孙赫和樗里疾取代甘茂。前307年，楚国围攻雍氏，韩国让泠向去秦国借兵。
前300年，韩公子几瑟逃亡到楚国，泠向建议韩咎自己出使楚国，让楚国在雍氏之侧建立万户之城，韩国一定出兵派韩咎作为制止楚国的统帅。这样韩咎护送几瑟回到韩国，得到几瑟的感激，和韩楚两国的支持了。楚国景鲤出使韩国，韩国想把太子韩伯婴送到秦国。泠向对韩伯婴说，太子去秦国，秦国一定扣留，而和楚国联合，以几瑟为太子。郑强带着八百金出使秦国，请求秦国攻打韩国。泠向劝他不如让秦国怀疑韩公叔。韩公叔进攻楚国，是因为几瑟在楚国。现在楚王让几瑟以百乘车居住在阳翟，令昭献和他相处。几瑟是公叔的仇人；昭献是公叔的朋友。秦王听说，一定怀疑公叔帮助楚国。
前286年，泠向对秦昭襄王说：“我想让齐国事奉秦王，使他攻打宋国。宋国破，三晋危，安邑就归秦王所有也。燕国、赵国讨厌齐国、秦国联合，一定割地以交给秦王。齐国一定更加看重大王，则泠向攻宋，正是使得齐国恐惧而看重大王。秦王为什么反对泠向攻宋。泠向以大王英明先知，故事先不言。”